# Neumentrennung
Die Neumentrennung beschreibt Verfahren zur Auftrennung längerer Notengruppen des Gregorianischen Gesangs in einzelne Neumen. Von Eugène Cardine und seinen Schülern wird sie als „coupure neumatique“ oder „désaggrégation“ bezeichnet.
Längere Tonfolgen, Melismen, könnten in einer Handschrift prinzipiell, der Cheironomie folgend, durch einen fortlaufenden Kurvenzug dargestellt werden. Bei Verwendung der Quadratnotation wird jedoch eine Aufteilung notwendig, denn es gibt in der Quadratnotation keine Zeichen für mehr als drei Noten, eventuell durch das Adjektiv resupinus (zurückgebogen) oder flexus (gebeugt) noch um eine Note verlängert, z. B. als Torculus resupinus oder Porrectus flexus. Ein Melisma weist jedoch normalerweise auch eine innere Struktur mit kurzen und langen Tönen, schnellen und langsamen Tonfolgen auf. Um diese rhythmische Struktur abzubilden, wird das Melisma so in Mehrtonneumen zerlegt, dass jeder lange Ton auf den Endton einer solchen Ligatur fällt, der standardmäßig gedehnt zu singen ist. Die rhythmische Form kann jedoch auch durch Beifügung eines Buchstabens, z. B. c für celeriter = schnell oder τ für tenere = halten, oder eines Episems oder durch Veränderung der Neumengestalt angezeigt werden.
Eine Neumentrennung ist auch erforderlich, wenn eine Gruppenneume ausnahmsweise nicht auf dem letzten Ton betont werden soll. Ein dreitöniger Torculus, deren erster Ton gedehnt werden soll, wird daher vorzugsweise in eine eintönige Virga – oft noch mit einem Episem versehen – und eine zweitönige Clivis getrennt.